# 大島緑道公園
大島緑道公園（おおじまりょくどうこうえん）は、東京都江東区大島にある公園である。

## 概要
1972年に全線廃止となった都電砂町線の一部区間（堅川人道橋から新大橋通りを経て、明治通りに合流するまで）が公園として整備されている。1978年4月1日開園。春は桜の名所としても知られている。入園は無料。
都営新宿線・西大島駅より徒歩3分